# کووانلوک (مروشینا)
کووانلوک (به صربی: Kovanluk) یک منطقهٔ مسکونی در صربستان است که در مروشینا واقع شده‌است.